# 上万場駅
上万場駅（かみまんばえき）は、岐阜県郡上市大和町万場にある、長良川鉄道越美南線の駅である。駅番号は31。

## 歴史
- 1987年（昭和62年）9月21日：開設[1]。

## 駅構造

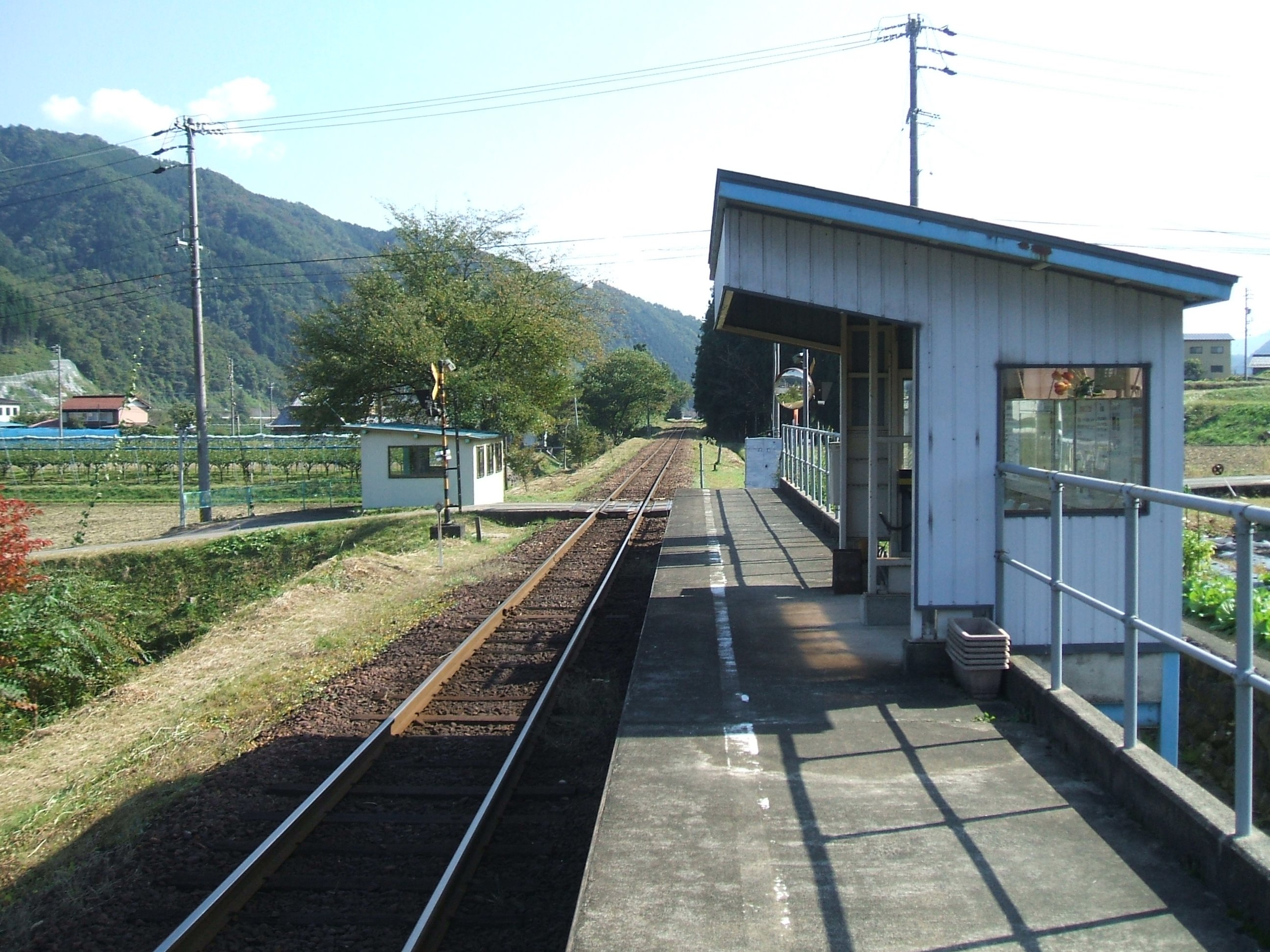
ホームから美濃太田方向を見る（2009年10月）

単式ホーム1面1線を有する地上駅。ホーム上り方端から出入りする。
無人駅。ホーム中央付近に待合室が設置されている。自動券売機は無い。

## 利用状況
| 年度               | 1日平均乗車人員 |
| ------------------ | --------------- |
| 2011年（平成23年） | 3               |
| 2012年（平成24年） | 2               |
| 2013年（平成25年） | 3               |
| 2014年（平成26年） | 2               |
| 2015年（平成27年） | 2               |

## 駅周辺
- 岐阜県道52号白鳥板取線
- 長良川

## 隣の駅
長良川鉄道
■越美南線
万場駅（30） - 上万場駅（31） - 大中駅（32）